# Transformação natural (teoria das categorias)
Na matemática, mais precisamente teoria das categorias, uma transformação natural entre functores paralelos {\displaystyle F,G:C\rightarrow D} é uma coleção de morfismos {\displaystyle F(X)\rightarrow G(X)} satisfazendo certas condições. O conceito pode ser usado para dar um significado rigoroso a expressões como "natural" e "canônico".

## Definição
Se {\displaystyle F,G} são functores entre categorias {\displaystyle C} e {\displaystyle D}, uma transformação natural {\displaystyle \eta :F{\dot {\rightarrow }}G} é uma família de morfismos {\displaystyle \eta _{X}:F(X)\rightarrow G(X)} para cada objeto {\displaystyle X} de {\displaystyle C}, chamados componentes, satisfazendo, para cada morfismo {\displaystyle f:X\rightarrow Y} em {\displaystyle C} a condição de naturalidade:
{\displaystyle \eta _{Y}\circ F(f)=G(f)\circ \eta _{X}.}
Pode-se expressar essa igualdade como o diagrama comutativo:
Quando isso vale, diz-se que {\displaystyle \eta _{X}:F(X)\rightarrow G(X)} é natural em {\displaystyle X}; essa expressão deixa implícita a ação dos functores nos morfismos da categoria C. As notações {\displaystyle \eta :F\Rightarrow G} e {\displaystyle \eta :F\rightsquigarrow G} também são usadas.
Um isomorfismo natural é uma transformação natural cujas componentes são isomorfismos.

## Categorias de functores
Dadas categorias {\displaystyle C,D}, temos a categoria dos functores {\displaystyle D^{C}}, cujos objetos são os functores {\displaystyle C\rightarrow D}, e cujos morfismos são as transformações naturais entre esses functores.

### Composições vertical e horizontal
A composição de morfismos em {\displaystyle D^{C}} é chamada composição vertical; dadas transformações naturais {\displaystyle \sigma :F{\dot {\rightarrow }}G}, {\displaystyle \tau :G{\dot {\rightarrow }}H}, temos que {\displaystyle \tau \cdot \sigma } tem componentes
{\displaystyle (\tau \cdot \sigma )_{X}=\tau _{X}\circ \sigma _{X}}
Também há a composição horizontal; dadas transformações naturais {\displaystyle \tau :S{\dot {\rightarrow }}T}, {\displaystyle \tau ':S'{\dot {\rightarrow }}T'}, temos que {\displaystyle \tau '\circ \tau :S'S{\dot {\rightarrow }}T'T} tem componentes
{\displaystyle (\tau '\circ \tau )_{X}=T'(\tau _{X})\circ \tau '_{S(X)}=\tau '_{T(X)}\circ S'(\tau _{X})}
A segunda igualdade acima é consequência da condição de naturalidade.
Há seguinte relação entre os dois tipos de composição: {\displaystyle (\tau '\cdot \sigma ')\circ (\tau \cdot \sigma )=(\tau '\circ \tau )\cdot (\sigma '\circ \sigma )}.

## Exemplos
- Há morfismo natural de cada espaço vetorial (sobre um corpo qualquer) ao espaço dual de seu dual. Mais precisamente, os mapeamentos apV : V → V∗∗, para cada espaço vetorial V, definidos por apV(v) = (f ∈ V∗) ↦ f(v), formam uma transformação natural 1 ⇒ (_)∗∗; a condição de naturalidade refere-se à igualdade{\displaystyle \phi ^{\ast \ast }\circ \mathrm {ap} _{V}=\mathrm {ap} _{W}\circ \phi }para cada mapeamento linear φ : V → W, onde φ∗∗(Λ ∈ V∗∗) = (g ∈ W∗) ↦ Λ(g ∘ φ).
- A única transformação natural 1 ⇒ F, em que F é o functor na categoria dos espaços vetoriais definido por{\displaystyle F(V\xrightarrow {\phi } W)=V\otimes V\xrightarrow {v\otimes v'\mapsto \phi (v)\otimes \phi (v')} W\otimes W}em que {\displaystyle \otimes } denota o produto tensorial, é aquela cujas componentes são os mapeamentos nulos. Intuitivamente, qualquer definição de mapeamento linear não nulo V → V ⊗ V "depende" de um base para V, logo não pode ser feita naturalmente para todos os espaços vetoriais.[2]
- Avaliação de funções em elementos de um conjunto fixo S é uma transformação natural.  Mais precisamente, denotando-se por XS o conjunto de funções S → X, as avaliações eX : XS × S → X, para cada X conjunto, definidas por eX(h, s) = h(s), formam uma transformação natural (_)S × S ⇒ 1.[6]
- O teorema da representação de Riesz–Markov–Kakutani pode ser expressado como um isomorfismo natural entre functores levando espaços compactos de Hausdorff a espaços de Banach.[2]